# لیگ ملی ۲
لیگ ملی ۲ که معمولاً به عنوان ملی ۲ شناخته می‌شود که یک رقابت لیگ فوتبال است. این لیگ به عنوان سطح چهارم سیستم لیگ فوتبال فرانسه پس از لیگ ۱، لیگ ۲، و لیگ ملی فرانسه است. این رقابت بین ۶۴ باشگاه فوتبال برگزار می‌شود. لیگ ملی ۲ فرانسه بر اساس نظام صعود و سقوط با لیگ ملی و لیگ ملی ۳ فرانسه (سطح پنجم فوتبال فرانسه) عمل می‌کند.
فصل‌ها از آگوست (اوت) تا مه انجام می‌شوند و تیم‌ها در چهار گروه ۳۰ بازی انجام می‌دهند که مجموعاً ۹۶۰ بازی در فصل است. اکثر بازی‌ها در روزهای شنبه و یکشنبه انجام می‌شوند و تعداد کمی از بازی‌ها در شب‌های روزهای هفته انجام می‌شوند. بازی‌ها به‌طور مرتب آخر هفته قبل از کریسمس به مدت دو هفته متوقف می‌شوند و سپس در هفته دوم ژانویه شروع می‌شوند.
لیگ ملی آماتور در ابتدا توسط فدراسیون فوتبال فرانسه در سال ۱۹۲۷ تأسیس شد و از قهرمانان لیگ آماتور منطقه ای تشکیل شده بود. این لیگ تا سال ۱۹۲۹ به عنوان دسته اول فوتبال فرانسه خدمت می‌کرد تا اینکه لیگ به لیگ حرفه ای تبدیل شد که امروزه در سال ۱۹۳۲ وجود دارد. تغییر فعلی لیگ یک تغییر نام تجاری ساده از CFA است که در سال ۱۹۹۳ به عنوان لیگ ملی ۲ تأسیس شد و به مدت پنج سال ادامه داشت تا اینکه در سال ۱۹۹۸ به نام CFA و در سال ۲۰۱۷ باز به نام لیگ ملی ۲ تبدیل شد. برخی از باشگاه‌هایی که در لیگ شرکت می‌کنند نیمه حرفه ای هستند. مسابقات لیگ به‌طور متوسط بین ۸۰۰ تا ۱۰۰۰ تماشاگر در هر مسابقه جذب می‌کند. با این حال، این میانگین به دلیل حضور اندک در مسابقات بیرون از خانه باشگاه‌های نسبتاً حرفه‌ای‌ها کاهش می‌یابد.

## تاریخچه
مسابقات قهرمانی آماتور فرانسه در سال ۱۹۹۳ با نام National 2 به عنوان وارث بخش ۳ منقرض شده ایجاد شد. اولین لیگ با ایجاد لیگ ملی فرانسه، دسته سوم فوتبال فرانسه، که معمولاً به عنوان ملی شناخته می‌شود، مصادف شد. برای سه سال اول مسابقات، بدون توجه به آماتور بودن یا ذخیره بودن باشگاه، یک قهرمان آماتور در فرانسه قهرماگ می‌شد. در سال ۱۹۹۸، فدراسیون فوتبال فرانسه قالب مسابقات را تغییر داد و دو جدول جداگانه ایجاد کرد. یکی برای باشگاه‌های آماتور و دیگری برای تیم‌های ذخیره باشگاه‌های حرفه ای. جداول دوتایی به لیگ این امکان را می‌داد که قهرمانی را برای آماتورها و ذخیره‌ها با چهار تورنمنت تیمی که پس از پایان بازی لیگ برای تعیین قهرمان برگزار می‌شد، اعلام کند. در همان زمان مسابقات به Championnat de France Amateur (CFA) تغییر نام داد. در سال ۲۰۰۱، فدراسیون به این سبک پایان داد و به فرمت اصلی بازگشت و به باشگاه‌های آماتور و تیم‌های ذخیره اجازه داد تا بر اساس موقعیت منطقه‌ای خود با هم گروه‌بندی شوند. برنده هر گروه سپس به قهرمانی ملی صعود می‌کند، مگر اینکه باشگاه یک تیم ذخیره باشد. در همین حال، تیم‌های ذخیره به استفاده از فرمت قبلی ادامه دادند و بهترین تیم‌های ذخیره هر گروه در یک تورنمنت قرار گرفتند تا قهرمان ذخیره‌ها مشخص شود.
در سال ۲۰۱۷، FFF فوتبال آماتور را در امتداد سازماندهی مجدد مناطق فرانسه در سال ۲۰۱۶ سازماندهی کرد و Championnat National 2 و Championnat National 3 را برای جایگزینی CFA و CFA2 ایجاد کرد. برای National 2 این در واقع فقط یک تغییر نام بود، در حالی که National 3 شاهد یک بازسازی بزرگ بود.

## قالب برگزاری مسابقات
شصت و چهار باشگاه در هر فصل شرکت می‌کنند. این باشگاه‌ها به چهار گروه ۱۶ تیمه تقسیم می‌شوند که اساس گروهی آنها بر اساس موقعیت منطقه ای در فرانسه است.
در طول یک فصل، معمولاً از آگوست (اوت) تا مه، هر باشگاه دو بار به صورت رفت و برگشت با بقیه تیم‌ها در گروه خودشان به رقابت می‌پردازند. این تیمها یک بار در ورزشگاه خانگی خود و یک بار در ورزشگاه حریف بازی می‌کنند که، در مجموع ۳۰ بازی می‌شود.
تیم‌ها بر اساس مجموع امتیازات، سپس تفاضل گل و سپس گل‌های زده شده رتبه‌بندی می‌شوند. در پایان هر فصل، باشگاهی که بیشترین امتیاز را بدون در نظر گرفتن گروه داشته باشد، قهرمان می‌شود و به لیگ ملی فرانسه می‌رسد. در صورت مساوی بودن امتیازات، نتایج مسابقه رودررو و به دنبال آن تفاضل گل و سپس گل‌های زده شده برنده را مشخص می‌کند. در صورت مساوی بودن، تیم‌ها در موقعیت مشابهی قرار دارند. اگر برای قهرمانی یا سقوط مساوی باشد، یک بازی پلی آف در یک مکان بی‌طرف رتبه را تعیین می‌کند.
سه تیم آماتور دیگر که بالاترین رتبه را در گروه خود دارند نیز صعود می‌کنند. در حالی که ۳ تیم پایین‌تر هر گروه به لیگ ملی ۳ فرانسه سقوط می‌کنند که در مجموع ۱۲ باشگاه سقوط می‌کنند. هشت باشگاه برتر از هشت گروه و چهار تیم برتر رده دوم از لیگ ملی ۳ فرانسه به این لیگ ارتقا می‌یابند.